# Marcosianos
Los marcosianos eran los seguidores de Marcos, discípulo de Valentín el Gnóstico. 
La doctrina marcosiana era una variación de la de Valentino. Conservó los 30 eones, pero los llamó "grandezas" y les dio valores numéricos. Se mantuvo el mito de la caída de Sophia, pero lo calificó como "Divina Deficiencia". Original fue la adaptación de la teoría de los números de Pitágoras al gnosticismo.
Estos gnósticos tenían muchos libros apócrifos y atestados para exponer sus doctrinas. Según el testimonio de Ireneo de Lyon, confesaban que el bautismo de Jesucristo perdona los pecados, pero daban otro con agua mezclada de aceite y bálsamo para iniciar a sus prosélitos y a esta ceremonia la llamaban la redención. Sin embargo algunos la miraban como inútil y hacían consistir la redención en el conocimiento de su doctrina. Por lo demás, no tenían ningún punto fijo de creencia: cada cual podía añadir o quitar lo que le parecía, y su secta no era más que una sociedad da liviandades. Algunos se separaron de ella formando la de los arcónticos.
Las mujeres ocupan un estatus especial en las comunidades marcosianas; eran considerados como profetisas y participaron en la administración de los ritos.
Los marcosianos enseñaban que a ellos todo les era permitido y persuadían a que con ciertas invocaciones podían hacerse invisibles e impalpables. Parece que este último prestigio fue enseñado para calmar los temores de algunas mujeres que por un resto de pudor no querían entregarse indiscretamente a los marcosianos. San Ireneo nos ha transmitido una oración que hacían en silencio antes de sus liviandades y se persuadían a que después de dicha esta oración los cubría un velo impenetrable.
El historiador Mosheim, tan perseverante para justificar a todos los condenados como herejes, como para deprimir a los padres de la iglesia, conjetura que tal vez no había magia ni fraude en las operaciones de los marcosianos y que fueron calumniados o por algunas mujeres que querían abandonar la secta para reconciliarse con la iglesia o por algunos espectadores ignorantes de su liturgia, que tendrían por magia ciertas prácticas muy simples cuya razón no comprendían. 